# Chính trị Dominica
Chính trị Dominica diễn ra trong khuôn khổ một nước cộng hòa dân chủ nghị viện, theo đó Tổng thống Dominica là nguyên thủ quốc gia, nắm giữ quyền lực nghi lễ; Thủ tướng Dominica là người đứng đầu chính phủ và một hệ thống đa đảng. Quyền hành pháp được thực thi bởi chính phủ, đứng đầu là thủ tướng. Quyền lập pháp được trao cho cả chính phủ và Quốc hội. Cơ quan tư pháp độc lập với cơ quan hành pháp và lập pháp.

## Nhánhhành pháp
| Những viên chức chủ chốt | Những viên chức chủ chốt | Những viên chức chủ chốt | Những viên chức chủ chốt |
| Chức vụ                  | Tên                      | Đảng                     | Từ                       |
| ------------------------ | ------------------------ | ------------------------ | ------------------------ |
| Tổng thống               | Sylvanie Burton          | Đảng Lao động            | ngày 2 tháng 10 năm 2023 |
| Thủ tướng                | Roosevelt Skerritt       | Đảng Lao động            | ngày 8 tháng 4 năm 2004  |

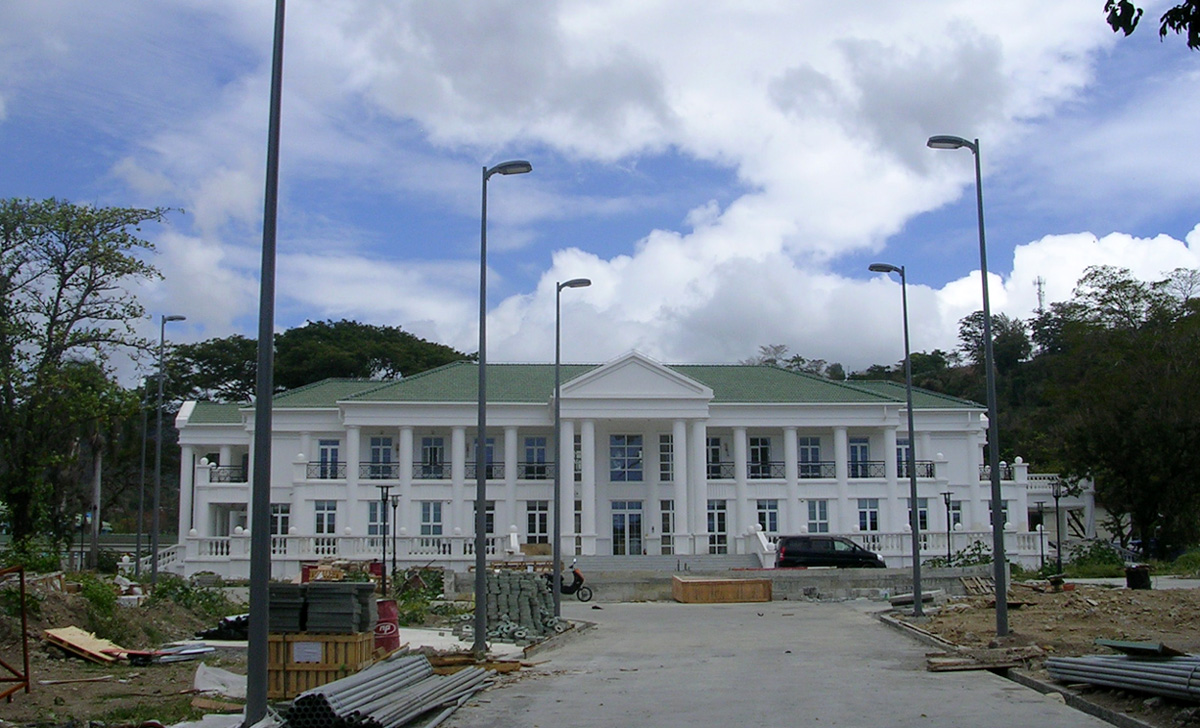
Nhà Chính phủ, Roseau, Dominica

Tổng thống và Thủ tướng Dominica tạo nên nhánh hành pháp. Được đề cử bởi thủ tướng với sự tham vấn của lãnh đạo đảng đối lập, tổng thống được quốc hội bầu ra với nhiệm kì 5 năm. Tổng thống bổ nhiệm thủ tướng, người chỉ huy đa số đại diện được bầu trong quốc hội và cũng bổ nhiệm các thành viên quốc hội làm bộ trưởng theo đề nghị của thủ tướng. Thủ tướng và nội các chịu trách nhiệm trước quốc hội và có thể bị bãi nhiệm bằng một cuộc bỏ phiếu bất tín nhiệm.
Vì là một quốc gia cộng hòa nghị viện, cho nên Thủ tướng Dominica có quyền lực chính trị cao nhất tại Dominica trên thực tế.

## Nhánhlập pháp
Quốc hội có 32 thành viên. Hai mươi mốt thành viên được bầu với nhiệm kì 5 năm ở các khu vực bầu cử một ghế. Chín thành viên là các người đứng đầu chính quyền địa phương do tổng thống bổ nhiệm theo lời khuyên của thủ tướng và theo lời khuyên của lãnh đạo phe đối lập. Chủ tịch Quốc hội Dominica được bầu bởi các thành viên được bầu sau một cuộc bầu cử quốc hội. Ngoài ra còn có một thành viên đương nhiên là thư kí của quốc hội. Tổng thống do quốc hội bầu ra. Các đại diện khu vực quyết định xem các đại biểu sẽ được bầu hay bổ nhiệm. Nếu được bổ nhiệm, 5 người được tổng thống lựa chọn với sự đề cử của thủ tướng và 4 người do lãnh đạo phe đối lập tư vấn. Nếu được bầu, đó là do đại diện khu vực bỏ phiếu. Các cuộc bầu cử đại diện và đại biểu phải được tổ chức ít nhất 5 năm một lần, mặc dù thủ tướng có thể triệu tập bầu cử bất cứ lúc nào.
Dominica có một hệ thống hai đảng, có nghĩa là có hai đảng chính trị chiếm ưu thế, rất khó để bất kỳ ai đạt được thành công trong bầu cử dưới ngọn cờ của bất kỳ đảng nào khác. Dominica từng là một hệ thống ba đảng, nhưng trong vài năm qua Đảng Lao động Dominica và Đảng Tự do Dominica đã bị thu hẹp đáng kể đã xây dựng được một liên minh.

## Nhánhtư pháp
Hệ thống pháp luật của Dominica dựa trên thông luật của Anh. Có ba tòa án thẩm phán và một tòa án công lí cấp cao. Kháng cáo có thể được gửi tới Tòa phúc thẩm Đông Caribe và cuối cùng là tới Tòa án Công lí Caribe.
Tòa phúc thẩm của Tòa án tối cao Đông Caribe có trụ sở tại Saint Lucia, nhưng ít nhất một trong 16 thẩm phán Tòa án tối cao phải cư trú tại Dominica và chủ trì Tòa án Tư pháp tối cao. Các thẩm phán Tòa án Tối cao hiện tại của Dominica là Quý ngài rất đáng kính Brian Cottle và Quý ngài rất đáng kính Birnie Stephenson-Brooks.

## Đơn vị hành chính
Các hội đồng được bầu theo nguyên tắc phổ thông đầu phiếu sẽ cai trị hầu hết các thị trấn. Được hỗ trợ phần lớn bởi thuế tài sản, các hội đồng chịu trách nhiệm quản lý thị trường và vệ sinh cũng như bảo trì các tuyến đường phụ và các tiện ích khác của thành phố. Hòn đảo này cũng được chia thành 10 giáo xứ, có sự quản lý không liên quan đến chính quyền thị trấn: Saint Andrew, Saint David, Saint George, Saint John, Saint Joseph, Saint Luke, Saint Mark, Saint Patrick, Saint Paul và Saint Peter.

## Sự tham gia củatổ chức quốc tế
ACP, ALBA, Caricom, CDB, CELAC, Khối Thịnh vượng chung, ECLAC, FAO, G-77, IBRD, ICC, ICRM, IDA, IFAD, IFC, IFRCS, ILO, IMF, IMO, Interpol, IOC, ITU, ITUC, NAM (observer), OAS, OIF, OECS, OPANAL, OPCW, Liên Hợp Quốc, UNCTAD, UNESCO, UNIDO, UPU, WHO, WIPO, WMO, WTrO.

## Giới thiệu
1. ↑  "Judicial Officers of the Eastern Caribbean Supreme Court in the Commonwealth of Dominica".